# Ercheu
Ercheu è un comune francese di 810 abitanti (Arcéens et Arcéennes) situato nel dipartimento della Somme nella regione dell'Alta Francia.

## Società

### Evoluzione demografica
Abitanti censiti